# The New Jim Jones
The New Jim Jones — дебютний студійний альбом американського репера Дре Доґа, виданий незалежним лейблом In-a-Minute Records 17 червня 1993 р.. Як сингл видали «The Ave.». Бі-сайд на окремку: «Chocolate Thai». 
Виконавчий продюсер: Дре Доґ. Фотограф: Ойнтард Гендерсон. Дизайн: Phunky Phat Graph-X. У 2002 та 2006 вийшли примітні перевидання: перше з трьома бонус-треками — на власному лейблі виконавця, Fillmoe Coleman Records; друге — на Mo Beatz Records. Обидва релізи мають різні альтернативні обкладинки. Продюсери: Dre Dog, T.C. (№ 2, 3, 4, 8, 9). 

## Список пісень
1. «Lets Get High» — 1:24
2. «Most Hated Man in Frisco» — 3:08
3. «The Ave.» — 4:27
4. «Smoke Dope & Rap» — 4:36
5. «Off That Chewy» — 3:46
6. «Chinese Cat» — 0:36
7. «Lips» — 5:16
8. «Jim Jones Posse» — 4:41
9. «Dirty Ass Rats» (з участю Totally Insane) — 4:53
10. «Alcatraz» — 3:57
11. «Dogs & Cats» — 1:26
12. «Chocolate Thai» (бонус-трек перевидання)
13. «Summer in Florida» (бонус-трек перевидання)
14. «Bonus Track» (бонус-трек перевидання)

## Семпли
Alcatraz
- «Freddie's Dead» у вик. Кертіса Мейфілда
- «Funky Worm» у вик. Ohio Players

Dirty Ass Rats
- «The Champ» у вик. The Mohawks

Lips
- «Between the Sheets» у вик. The Isley Brothers

Smoke Dope and Rap
- «Hook and Sling — Part I» у вик. Eddie Bo
- «I' Been Watchin' You» у вик. Southside Movement

The Ave.
- «Juicy Fruit» у вик. Mtume